# Tænketanken Europa
Tænketanken Europa er en dansk tænketank med fokus på EU. Den blev grundlagt i 2014 af CO-industri og Dansk Industri. Siden december 2019 har Lykke Friis været direktør for tænketanken. Hun afløste Bjarke Møller, der havde været direktør fra 1. februar 2014 og frem til 24. juni 2019.
Ifølge InfoMedia var Tænketanken Europa fra sin grundlæggelse og frem til juni 2019 blevet citeret 6.500 gange i danske medier.